# Battlefield (serie)
La franquicia Battlefield (en español: «Campo de batalla») es una serie de videojuegos de disparos en primera persona, de estilo bélico, desarrollada principalmente por EA Digital Illusion CE y distribuida por Electronic Arts. La serie empezó con Battlefield 1942 en la Segunda Guerra Mundial, y fue ampliando su catálogo, con juegos como Battlefield 1, Battlefield V y Battlefield 2042 junto con sus respectivos DLCs. La jugabilidad se centra en el combate por equipos o facciones en mapas que varían desde pequeños a muy extensos, siendo característico de esta franquicia de videojuegos este último tipo de mapas; haciendo especial énfasis en el uso de vehículos militares de tierra, mar y aire y otros tipos de material bélico. Además, un aspecto fundamental dentro del juego es la continua colaboración y trabajo en equipo entre los jugadores.  

## Historia
El primer juego de la serie fue Battlefield 1942, publicado el 20 de septiembre de 2002, contextualizado en las batallas de la Segunda Guerra Mundial. En Battlefield 1942 podías vivir la guerra desde distintas naciones, presentaba el escenario de guerra muy similar a la vida real, con vehículos de guerra por tierra, mar y aire y otro tipo de material bélico.
Introdujo el modo de juego "Conquista", en el cual los jugadores luchaban en equipos por el control de ciertas banderas o "puntos de control" repartidos en ciertas localizaciones específicas dentro de los mapas. Para este juego se presentaron posteriormente dos paquetes de expansión: Battlefield 1942: The Road to Rome (que agregó como facción jugable a Italia), y el muy cuestionado Battlefield 1942: Secret Weapons of WWII (que introdujo armas y vehículos presuntos de haber estado en fase de pruebas y poco usados durante la guerra).
El siguiente videojuego de la saga fue Battlefield Vietnam, este ambientado, como su nombre indica, en la guerra de Vietnam. 
En el año 2005 fue lanzado Battlefield 2, ambientado la actualidad, presentando una guerra ficticia entre Estados Unidos, la República Popular China y la ficticia Coalición de Oriente Medio (MEC por sus siglas en inglés). Fueron lanzados varios DLCs, Special Forces, que introdujo grandes añadidos al juego, como los mapas nocturnos, seis facciones nuevas y distintos equipamientos; además se lanzaron dos Booster Packs: Euro Force y Armored Fury (ambos incluidos de forma gratuita con el parche de la versión 1.5) que agregaron al juego base una facción, la Unión Europea. Una versión llamada Battlefield 2: Modern Combat fue lanzada las plataformas Xbox, PlayStation 2 y Xbox 360, que contaba con mejoras en el modo multijugador.
En 2006 fue lanzado Battlefield 2142, ambientado en una ficticia era glacial en el siglo XXII. Gráficamente superior a Battlefield 2, introdujo una gran variedad de elementos al juego así como un modo de juego en el que combaten dos naves "Titan". Fue lanzada para este juego dos DLCs, Northern Strike, que actualmente se encuentra incluida de forma gratuita en el parche de la versión 1.51. Esta expansión incluye nuevos mapas, armas, objetos y un nuevo modo de juego.
En 2008 fue lanzado Battlefield: Bad Company a diferencia de los títulos anteriores, este fue lanzado exclusivamente para Xbox 360 y PlayStation 3. Este introdujo grandes cambios a la saga, al utilizar el motor gráfico Frostbite por primera vez. Este nuevo motor gráfico permite al jugador destruir estructuras como edificios, árboles y otros.
En 2009 fue lanzado Battlefield Heroes, un juego del tipo "Juega Gratis"(Play 4 Free en inglés). A diferencia de todos los anteriores, en este podías intercalar entre primera y tercera persona, con diseño caricaturesco y cómico, parecido a los dibujos animados. Ese mismo año se presentó Battlefield 1943, una adaptación de Battlefield 1942, pero solo con los mapas correspondientes al conflicto bélico en el Océano Pacífico. Está disponible para Xbox 360 y PlayStation 3.
En 2010 fue lanzada la secuela de Battlefield: Bad Company llamada Battlefield: Bad Company 2. Ésta implementó la versión 1.5 del motor Frostbite, lo que le permitió tener aún mayor destructibilidad del ambiente, al punto de que edificios enteros puedan ser derrumbados. A diferencia de su predecesor, este sí fue lanzado para PC, lo que le valió mayor éxito que Bad Company. La secuela recibió luego una expansión llamada Battlefield: Bad Company 2 Vietnam. También en 2010 fue lanzado el segundo juego del tipo Play 4 Free, Battlefield Play4Free. Al igual que su predecesor, Battlefield Heroes, este también es gratuito, pero se presenta solamente en primera persona y no contiene el elemento caricaturesco, sino que posee mapas de Battlefield 2 adaptados y algunos nuevos.
El 25 de octubre de 2011 fue lanzado Battlefield 3, secuela de Battlefield 2, utilizando el nuevo motor gráfico Frostbite 2. Además de poseer una gran calidad gráfica, superior a todos los videojuegos del momento, reincorporó algunos elementos que fueron eliminados a partir de Bad Company, como la habilidad de ponerse cuerpo a tierra y los aviones en el modo multijugador. Una gran innovación en Battlefield 3 es el sistema de estadísticas, buscador de servidores y amigos de Battlelog. Fueron posteriormente lanzados cinco DLCs, Back to Karkand (incluye cuatro mapas de Battlefield 2), Close Quarters (orientada al combate cerrado puramente de infantería), Armored Kill (orientado al combate entre blindados y grandes mapas), Aftermath (ambientado en la ciudad de Teherán arrasada por un terremoto) y una última entrega llamada End Game (orientado a batallas aéreas y cooperación entre jugadores).
El 17 de julio de 2012 se anunció en la página web de EA que quienes reserven Medal of Honor: Warfighter se les otorgará un código para la Beta exclusiva de Battlefield 4 en algún momento de 2013. Aparentemente, Battlefield 4 fue lanzado para las Consolas de siguiente generación, para PlayStation 4, Xbox One y para computadoras. Sin embargo la nueva entrega fue lanzada en octubre de 2013 para las consolas PlayStation 3, PlayStation 4, Xbox 360, Xbox One y computadoras. Battlefield 4 implementó un nuevo motor gráfico, Frostbite 3. Después de la salida del videojuego, se lanzaron cinco DLCs, siendo éstos; Battlefield 4: China Rising, Battlefield 4: Naval Strike, Battlefield 4: Second Assault, Battlefield 4: Dragon`s Teeth y Battlefield 4: Final Stand.
En honor al décimo aniversario de la franquicia, EA lanzó una versión gratuita del juego original de la franquicia, Battlefield 1942. Esta versión posee las mismas características que la original, pero no se puede jugar en servidores previos a este nuevo lanzamiento debido a ciertas modificaciones que tuvieron que hacerse al juego para poder ser distribuido de forma digital y gratuita.
En mayo del 2014 fue anunciado Battlefield Hardline. Esta nueva entrega, abandona la temática militar para enfocarse en una temática policial. El juego se enfoca por primera vez en un ambiente puramente urbano, en el cual los jugadores pueden formar parte de dos equipos distintos; uno es un equipo de ladrones que deben cometer distintos tipos de robos; mientras que el segundo equipo, son unidades especiales de la policía, que deben evitar los robos. El juego estaba previsto para octubre de ese mismo año. Sin embargo, durante las pruebas del juego para las plataformas PlayStation 4 y Microsoft Windows que se inició en junio y terminó en julio, muchos jugadores mencionaron que algunos aspectos todavía podían mejorar, por lo que la compañía decidió atrasarlo hasta principios de 2015. Finalmente el videojuego fue lanzado el 18 de marzo de 2015, para las Plataformas Xbox One, Xbox 360, PlayStation 3, PlayStation 4 y Microsoft Windows.
El 6 de mayo de 2016, Battlefield 1 fue confirmado oficialmente por EA. Es el primer título de la serie ambientado durante la Primera Guerra Mundial. El videojuego fue lanzado internacionalmente el 21 de octubre de 2016, para las plataformas PlayStation 4, Xbox One y Microsoft Windows.
El 31 de enero de 2018, EA confirmó que se encontraba desarrollando un nuevo juego de Battlefield, con fecha de lanzamiento prevista para octubre del mismo año. El 16 de mayo, EA anunció Battlefield V como el siguiente título de la saga en una presentación mundial el 23 de mayo.
El 20 de noviembre de 2018 finalmente fue lanzado Battlefield V ambientado en la Segunda Guerra Mundial, para las plataformas de computadoras, PlayStation 4 y Xbox One. Contó con 8 mapas en su lanzamiento y con 2 facciones jugables, por el lado de los Aliados el Ejército Británico y por el lado del Eje el Ejército Alemán. La mayoría de sus DLCs fueron lanzados de forma gratuita. Battlefield 5 vendió un millón de copias menos de lo esperado, por lo que fue un fracaso comercial.
El 19 de noviembre de 2021 fue lanzado Battlefield 2042. Está ambientado en 2042, como su nombre lo indica, en un futuro no muy lejano en el que Estados Unidos y Rusia se enfrentan por los recursos naturales, lo que genera eventos en tiempo real sobre el entorno de guerra. El conflicto también llevó a la bancarrota a decenas de naciones, lo que resultó en la mayor crisis de refugiados y desplazados de la historia. Con partidas de hasta 128 jugadores y una mejora gráfica significativa respecto a otros juegos del momento. Varias razones hicieron que Battlefield 2042 fuera un fracaso comercial, y muchos jugadores se organizaron para exigir un reembolso por la compra del videojuego.

## Sistema de juego
Los juegos de la serie Battlefield generalmente se enfocan en grandes batallas multijugador en línea. Jugar en escuadrones se ha convertido en un elemento importante de los juegos de la serie. Además de los soldados, también pueden participar en estas batallas tanques, aviones y otros vehículos, y usar armamento de guerra.
Desde Battlefield 2, la serie registraba de forma centralizada las estadísticas en línea de cada jugador, lo que permitía a los usuarios recibir ascensos de rango y desbloqueos de armas en función de su desempeño, así como premios que varían en el juego.
Un sistema de clases está presente en todos los juegos de la serie Battlefield. Cada clase presenta un tipo diferente de arma principal junto con un equipo diferente, que diferencia los roles en el campo de batalla, por ejemplo, la clase de asalto, médico y reconocimiento. Debido a esto, el trabajo en equipo es esencial.
La capacidad de involucrar a otros jugadores en combates cuerpo a cuerpo con un cuchillo ha estado presente en los juegos de la serie Battlefield. Desde Battlefield 2142, la serie ha incluido un premio de placas de identificación para cada jugador asesinado con un cuchillo. 
Desde la introducción del motor gráfico Frostbite, los mapas son casi completamente destructibles, y esto se ha convertido en una de las características más conocidas de la serie, la cual permite a los jugadores tener una experiencia mucho más inmersiva.

## Modos de juego
El primer y más común modo de juego en toda la serie Battlefield es Conquista. Consiste en dos equipos que se enfrentan por el control de puntos de control o "banderas", las mismas se capturan manteniéndose cerca de ellas hasta que su bandera cambie a la propia.
A medida que fueron lanzados más títulos, la cantidad de modos de juego fue aumentando. Cabe destacar:
- Rush o Asalto: Un equipo, denominado atacante debe colocar cargas explosivas en dos objetivos predeterminados. Cuando estos son destruidos se avanza a la siguiente fase donde se realiza lo mismo. El equipo defensor debe defender los objetivos hasta que los puntos o "tickets de regeneración" enemigos lleguen a cero.
- Conquest Assault o Asalto Conquista: La partida comienza con un equipo en posesión de todas las banderas (pero poseedor de una cantidad reducida de tickets en comparación con el equipo enemigo), mientras que el equipo enemigo debe esforzarse por avanzar a lo largo del mapa y capturar dichas banderas en posesión de los enemigos para así vencer.
- Operations o Operaciones: Un equipo debe defender distintos puntos del mapa (defensa), mientras el otro realiza varias oleadas para intentar conquistarlos (ataque). Se basa rigurosamente en campos de batalla reales.
- Dominaton o Dominación: Dominación es una versión reducida de Conquista centrada en la infantería. En este modo dos equipos lucharán por el control de múltiples objetivos, con la mitad de los puntos de control bajo nuestro dominio el equipo enemigo empezará a perder regeneraciones, reduciéndose todavía más al conquistar más de la mitad de las zonas.
- Hazard Zone: Si juegas en un equipo de cuatro miembros, deberás localizar y recuperar los discos de datos repartidos por el campo de batalla, mientras peleas contra equipos enemigos con el mismo objetivo e invasores. Consíguelo reuniendo los discos de datos y eligiendo cuándo extraerlos antes de que una tormenta atraviese la zona, en una experiencia de una sola vida y muy arriesgada.
- TCT: Equipos: Aquí deberemos luchar para matar a tantos enemigos como sea posible, consiguiendo la victoria el primero que acabe con todas las unidades.

## Videojuegos y plataformas
| Año  | Motor         | Videojuego                                   | PC | Mac | Xbox | PS2 | X360 | PS3 | PS4 | XOne | PS5 | XSeries X/S |
| ---- | ------------- | -------------------------------------------- | -- | --- | ---- | --- | ---- | --- | --- | ---- | --- | ----------- |
| 2002 | Refractor 1   | Battlefield 1942                             | Sí | Sí  | No   | No  | No   | No  | No  | No   | No  | No          |
| 2003 | Refractor 1   | Battlefield 1942: The Road to Rome           | Sí | No  | No   | No  | No   | No  | No  | No   | No  | No          |
| 2003 | Refractor 1   | Battlefield 1942: Secret Weapons of WWII     | Sí | Sí  | No   | No  | No   | No  | No  | No   | No  | No          |
| 2004 | Refractor 1   | Battlefield Vietnam                          | Sí | No  | No   | No  | No   | No  | No  | No   | No  | No          |
| 2005 | Refractor 2   | Battlefield 2                                | Sí | No  | No   | No  | No   | No  | No  | No   | No  | No          |
| 2005 | Refractor 2   | (DLC) Battlefield 2: Special Forces          | Sí | No  | No   | No  | No   | No  | No  | No   | No  | No          |
| 2005 | RenderWare    | Battlefield 2: Modern Combat                 | No | No  | Sí   | Sí  | Sí   | No  | No  | No   | No  | No          |
| 2006 | Refractor 2   | (DLC) Battlefield 2: Euro Force              | Sí | No  | No   | No  | No   | No  | No  | No   | No  | No          |
| 2006 | Refractor 2   | (DLC) Battlefield 2: Armored Fury            | Sí | No  | No   | No  | No   | No  | No  | No   | No  | No          |
| 2006 | Refractor 2   | Battlefield 2142                             | Sí | Sí  | No   | No  | No   | No  | No  | No   | No  | No          |
| 2007 | Refractor 2   | (DLC) Battlefield 2142: Northern Strike      | Sí | Sí  | No   | No  | No   | No  | No  | No   | No  | No          |
| 2008 | Frostbite 1.0 | Battlefield: Bad Company                     | No | No  | No   | No  | Sí   | Sí  | No  | No   | No  | No          |
| 2009 | Refractor 2   | (FREE) Battlefield Heroes                    | Sí | No  | No   | No  | No   | No  | No  | No   | No  | No          |
| 2009 | Frostbite 1.5 | Battlefield 1943                             | No | No  | No   | No  | Sí   | Sí  | No  | No   | No  | No          |
| 2010 | Frostbite 1.5 | Battlefield: Bad Company 2                   | Sí | No  | No   | No  | Sí   | Sí  | No  | No   | No  | No          |
| 2010 | Frostbite 1.5 | (DLC) Battlefield: Bad Company 2: Vietnam    | Sí | No  | No   | No  | Sí   | Sí  | No  | No   | No  | No          |
| 2011 | Refractor 2   | (FREE) Battlefield Play4Free                 | Sí | No  | No   | No  | No   | No  | No  | No   | No  | No          |
| 2011 | Frostbite 2   | Battlefield 3                                | Sí | No  | No   | No  | Sí   | Sí  | No  | No   | No  | No          |
| 2011 | Frostbite 2   | (DLC) Battlefield 3: Back to Karkand         | Sí | No  | No   | No  | Sí   | Sí  | No  | No   | No  | No          |
| 2012 | Frostbite 2   | (DLC) Battlefield 3: Close Quarters          | Sí | No  | No   | No  | Sí   | Sí  | No  | No   | No  | No          |
| 2012 | Frostbite 2   | (DLC) Battlefield 3: Armored Kill            | Sí | No  | No   | No  | Sí   | Sí  | No  | No   | No  | No          |
| 2012 | Frostbite 2   | (DLC) Battlefield 3: Aftermath               | Sí | No  | No   | No  | Sí   | Sí  | No  | No   | No  | No          |
| 2013 | Frostbite 2   | (DLC) Battlefield 3: End Game                | Sí | No  | No   | No  | Sí   | Sí  | No  | No   | No  | No          |
| 2013 | Frostbite 3   | Battlefield 4                                | Sí | No  | No   | No  | Sí   | Sí  | Sí  | Sí   | No  | No          |
| 2013 | Frostbite 3   | (DLC) Battlefield 4: China Rising            | Sí | No  | No   | No  | Sí   | Sí  | Sí  | Sí   | No  | No          |
| 2014 | Frostbite 3   | (DLC) Battlefield 4: Second Assault          | Sí | No  | No   | No  | Sí   | Sí  | Sí  | Sí   | No  | No          |
| 2014 | Frostbite 3   | (DLC) Battlefield 4: Naval Strike            | Sí | No  | No   | No  | Sí   | Sí  | Sí  | Sí   | No  | No          |
| 2014 | Frostbite 3   | (DLC) Battlefield 4: Dragon's Teeth          | Sí | No  | No   | No  | Sí   | Sí  | Sí  | Sí   | No  | No          |
| 2014 | Frostbite 3   | (DLC) Battlefield 4: Final Stand             | Sí | No  | No   | No  | Sí   | Sí  | Sí  | Sí   | No  | No          |
| 2015 | Frostbite 3   | Battlefield Hardline                         | Sí | No  | No   | No  | Sí   | Sí  | Sí  | Sí   | No  | No          |
| 2015 | Frostbite 3   | (DLC) Battlefield 4: Night Operations        | Sí | No  | No   | No  | Sí   | Sí  | Sí  | Sí   | No  | No          |
| 2015 | Frostbite 3   | (DLC) Battlefield Hardline: Robbery          | Sí | No  | No   | No  | Sí   | Sí  | Sí  | Sí   | No  | No          |
| 2015 | Frostbite 3   | (DLC) Battlefield 4: Community Operations    | Sí | No  | No   | No  | Sí   | Sí  | Sí  | Sí   | No  | No          |
| 2015 | Frostbite 3   | (DLC) Battlefield Hardline: Blackout         | Sí | No  | No   | No  | Sí   | Sí  | Sí  | Sí   | No  | No          |
| 2015 | Frostbite 3   | (DLC) Battlefield 4: Legacy Operations       | Sí | No  | No   | No  | No   | No  | Sí  | Sí   | No  | No          |
| 2016 | Frostbite 3   | (DLC) Battlefield Hardline: Betrayal         | Sí | No  | No   | No  | Sí   | Sí  | Sí  | Sí   | No  | No          |
| 2016 | Frostbite 3   | (DLC) Battlefield Hardline: Getaway          | Sí | No  | No   | No  | Sí   | Sí  | Sí  | Sí   | No  | No          |
| 2016 | Frostbite 3   | Battlefield 1                                | Sí | No  | No   | No  | No   | No  | Sí  | Sí   | No  | No          |
| 2017 | Frostbite 3   | (DLC) Battlefield 1: They Shall Not Pass     | Sí | No  | No   | No  | No   | No  | Sí  | Sí   | No  | No          |
| 2017 | Frostbite 3   | (DLC) Battlefield 1: In the Name of the Tsar | Sí | No  | No   | No  | No   | No  | Sí  | Sí   | No  | No          |
| 2017 | Frostbite 3   | (DLC) Battlefield 1: Turning Tides           | Sí | No  | No   | No  | No   | No  | Sí  | Sí   | No  | No          |
| 2018 | Frostbite 3   | (DLC) Battlefield 1: Apocalypse              | Sí | No  | No   | No  | No   | No  | Sí  | Sí   | No  | No          |
| 2018 | Frostbite 3   | Battlefield V                                | Sí | No  | No   | No  | No   | No  | Sí  | Sí   | No  | No          |
| 2021 | Frostbite 3   | Battlefield 2042                             | Sí | No  | No   | No  | No   | No  | Sí  | Sí   | Sí  | Sí          |